# István Nagy
István Nagy (Budapest, 14 aprile 1939 – 22 ottobre 1999) è stato un calciatore ungherese, di ruolo centrocampista.

## Palmarès

### Giocatore

#### Club
- Coppa Mitropa: 1

MTK Budapest: 1963

#### Nazionale
- Oro olimpico: 1

Tokyo 1964